# Otzma Jehudit
Otzma Jehudit (hebräisch עוצמה יהודית, deutsch „Jüdische Stärke“; früher Otzma LeJisra’el, deutsch „Stärke für Israel“) ist eine rechtsextreme, kahanistische, religiös-fundamentalistische, anti-arabische israelische Partei, die am 13. November 2012 von Arieh Eldad und Michael Ben-Ari gegründet wurde, nachdem sie die Nationale Union verlassen hatten, um eine neue Partei für die Wahlen zur 19. Knesset zu gründen. Nachdem zwei Parteien die Nationale Union verlassen hatten, vereinten sich Arieh Eldads Partei Hatikva und Michael Ben-Aris Chasit Jehudit Le'umit (hebräisch חזית יהודית לאומית, deutsch „Jüdische nationale Front“) zu einer gemeinsamen Partei.

## Geschichte
Bei den Parlamentswahlen 2013 und 2015 gelang der Partei der Einzug in die Knesset nicht. Bei der Wahl 2015 war Otzma Jehudit ein Wahlbündnis mit Yachad von Eli Jischai eingegangen.
Otzma Jehudit trat bei der Knesset-Wahl im April 2019 auf einer gemeinsamen Liste mit HaBajit haJehudi und der Tkuma an, unter dem Namen Union der rechten Parteien. Besonders Ministerpräsident Benjamin Netanjahu machte sich für den Zusammenschluss der drei Parteien stark. Im März 2019 erlaubte das Oberste Gericht zwar die Kandidatur von Itamar Ben-Gvir, untersagte jedoch die Kandidatur von Michael Ben-Ari. Im Juni 2019 verließ Otzma Jehudit das Bündnis. Als Grund wurden fehlende Wertschätzung und die Nicht-Einhaltung einer Rotationsvereinbarung genannt. Diese besagte, dass Vertreter der beiden anderen Parteien aus der Knesset zurücktreten werden, falls sie Ministerposten erhalten, damit Otzma-Politiker Itamar Ben-Gvir als Abgeordneter in die Knesset nachrücken kann.
Vor der Knesset-Wahl im September 2019 schloss der Oberste Gerichtshof die Otzma-Jehudit-Kandidaten Bentzi Gopstein und Baruch Marzel von der Wahl aus. In dem Urteil hieß es über Gopstein, dass er »systematisch Rassismus« gegen Palästinenser mit israelischer Staatsbürgerschaft schürt, »indem er sie als Feinde darstellt, mit denen man keinen Kontakt pflegen sollte und mit denen eine Koexistenz unmöglich ist«, und seine Äußerungen »stellen einen neuen Tiefpunkt im rassistischen Diskurs dar, wie wir ihn noch nie erlebt haben«. Über Marzel hieß es in dem Urteil, dass er »ein Verhalten an den Tag legt, das einer Aufhetzung zum Rassismus gleichkommt«. Die Partei trat allein an, erzielte 1,88 % der Stimmen und scheiterte damit an der Wahlhürde von 3,25 % der Stimmen.
Bei der Wahl 2021 ging sie eine Listenverbindung HaTzionut HaDatit ein, die 5,11 % der Stimmen gewann. Otzma Jehudit war daraufhin mit einem Abgeordneten, Itamar Ben-Gvir, in der Knesset vertreten.
Bei der Wahl 2022 wurde diese jetzt Religiöser Zionismus genannte Listenverbindung mit 10,84 % zur drittstärksten Kraft und mit sechs Ministern im Kabinett Netanjahu VI an der Regierung beteiligt. Drei Ministerposten davon gingen an Otzma Jehudit, darunter Itamar Ben-Gvir als Minister für öffentliche Sicherheit, außerdem Yitzhak Wasserlauf und Amihai Eliyahu. Am 19. Januar 2025 traten die drei Minister aus Protest gegen die Waffenruhe zurück und Otzma Jehudit aus der Koalition aus. Im März 2025 kehrte die Partei in die Netanjahu-Regierung zurück.

## Politische Positionen
Otzma Jehudit fordert unter anderem die Bewahrung und die weitere Stärkung des jüdischen Charakters des Staates Israel, die jüdische Besiedlung aller Teile von „Eretz Israel“ sowie eine Intensivierung jüdisch-religiöser Erziehung an staatlichen Schulen. Außerdem setzt sich die Partei für die Wiederherstellung jüdischer Souveränität auf dem Tempelberg in Jerusalem ein. Unter den Schlagworten „Herrschaft und Moral“ schreibt die Partei: „Die Herrschaft wird eine jüdische Demokratie sein … wir wollen den jüdischen Staat weder im Krieg noch im Frieden, noch durch westliche Demokratie verlieren.“ Otzma Jehudit befürwortet einen konsequenten Krieg – „ohne Verhandlungen, Konzessionen oder Kompromisse“ – gegen die „Feinde Israels“ und will jene arabischen Israelis, die dem Staat Israel „feindlich und illoyal“ gegenüber stehen, in arabische Länder „umsiedeln“. Der Staat Israel müsse sich an „jüdischer Moral“ und „jüdischen Werten“ orientieren und jüdische Interessen vertreten. Otzma Jehudit verlangt die Stärkung und Förderung der „traditionellen Ehe und Familie“ und lehnt Abtreibung und gleichgeschlechtliche Ehen ab. In wirtschaftlicher Hinsicht tritt die Partei für einen „jüdischen Kapitalismus“ ein, bei gleichzeitiger Unterstützung für arme, alte, kranke, behinderte und schwache Teile der Bevölkerung.